# Saint-Étienne-de-Saint-Geoirs
Saint-Étienne-de-Saint-Geoirs je naselje in občina v vzhodnem francoskem departmaju Isère regije Rona-Alpe. Leta 2009 je naselje imelo 2.799 prebivalcev.

## Geografija
Kraj leži v pokrajini Daufineji ob reki Rival, 40 km severozahodno od Grenobla. Na ozemlju občine se delno nahaja mednarodno letališče Grenoble-Isère, imenovano tudi Grenoble-Saint-Geoirs.

## Uprava
Saint-Étienne-de-Saint-Geoirs je sedež istoimenskega kantona, v katerega so poleg njegove vključene še občine Bressieux, Brézins, Brion, La Forteresse, La Frette, Plan, Saint-Geoirs, Saint-Michel-de-Saint-Geoirs, Saint-Pierre-de-Bressieux, Saint-Siméon-de-Bressieux in Sillans z 10.219 prebivalci.
Kanton Saint-Étienne-de-Saint-Geoirs je sestavni del okrožja Grenoble.

## Zanimivosti
- cerkev sv. Štefana,
- matična tovarna smuči Dynamic, od sredine 90. let 20. stoletja pod avstrijsko blagovno znamko Atomic.

## Osebnosti
- Joseph Vinoy (1803-1880), general in senator drugega francoskega cesarstva;